# アルスロバクター・ルテウス
アルスロバクター・ルテウス（Arthrobacter luteus：ALU）とは、グラム陽性菌の種の一つである。 
A. luteus は通性嫌気性、多形性、非運動性、非胞子形成性、非抗酸性、カタラーゼ陽性の桿菌（0.6-1.0μm × 0.8-10.0μm）である。 
この細菌からは制限酵素 AluI（制限部位：AGCT）が抽出される。 